# 布朗 (沃州)
布朗（法語：Boulens）是瑞士联邦西部法语区的沃州下设的一个市镇。在行政上属于沃州格罗区管辖。布朗的总面积为3.44平方公里。截至2007年，总人口为258。